# Férfi kétpárevezős az 1992. évi nyári olimpiai játékokon
Az 1992. évi nyári olimpiai játékokon a evezés férfi kétpárevezős versenyszámát július 27. és augusztus 1. között rendezték a Lake of Banyoles-tón.

## Versenynaptár
| Dátum                       | Forduló  |
| --------------------------- | -------- |
| 1992. július 27., hétfő     | Előfutam |
| 1992. július 29., szerda    | Vigaszág |
| 1992. július 30., csütörtök | Elődöntő |
| 1992. augusztus 1., szombat | Döntő    |

## Eredmények
Az időeredmények másodpercben értendők. A rövidítések jelentése a következő:
| - Q: továbbjutás helyezés alapján - QA: az A-döntőbe jutott - QB: a B-döntőbe jutott | - QC: a C-döntőbe jutott - QD: a D-döntőbe jutott |

### Előfutam
Az előfutamokból az első helyezettek automatikusan az A/B elődöntőbe jutottak, a többiek a vigaszágra kerültek.
| Helyezés | Nemzet                                                               | Idő      | Mj       |
| 1. futam | 1. futam                                                             | 1. futam | 1. futam |
| -------- | -------------------------------------------------------------------- | -------- | -------- |
| 1.       | Ausztria (AUT) · Arnold Jonke · Christoph Zerbst                     | 6:40,19  | Q        |
| 2.       | Svédország (SWE) · Mattias Lindgren · Per Andersson                  | 6:43,44  |          |
| 3.       | Argentína (ARG) · Max Holdo · Guillermo Pfaab                        | 7:05,49  |          |
| 4.       | Bulgária (BUL) · Jordan Dancsev · Ivajlo Bancsev                     | 7:13,50  |          |
| 5.       | Hongkong (HKG) · Lui Kam Chi · Chiang Wing Hung                      | 7:14,87  |          |
| 2. futam |                                                                      |          |          |
| 1.       | Hollandia (NED) · Henk Jan Zwolle · Nico Rienks                      | 6:31,90  | Q        |
| 2.       | Spanyolország (ESP) · Miguel Álvarez · José Antonio Merín            | 6:32,67  |          |
| 3.       | Magyarország (HUN) · Dani Zsolt · Lévai Zsolt                        | 6:42,80  |          |
| 4.       | Észtország (EST) · Priit Tasane · Roman Lutoškin                     | 6:44,79  |          |
| 5.       | Mexikó (MEX) · Eduardo Arrillaga · Luis Miguel García                | 6:55,93  |          |
| 3. futam |                                                                      |          |          |
| 1.       | Németország (GER) · Peter Uhrig · Christian Händle                   | 6:28,24  | Q        |
| 2.       | Egyesült Államok (USA) · Greg T. Springer · Jon Smith                | 6:33,59  |          |
| 3.       | Finnország (FIN) · Esko Hillebrandt · Reima Karppinen                | 6:36,77  |          |
| 4.       | Svájc (SUI) · René Gonin · Alexander Koch                            | 6:46,64  |          |
| 5.       | Portugália (POR) · Daniel Jorge Alves · João Fernando Santos         | 6:54,55  |          |
| 4. futam |                                                                      |          |          |
| 1.       | Ausztrália (AUS) · Stephen Hawkins · Peter Antonie                   | 6:24,93  | Q        |
| 2.       | Kanada (CAN) · Donald Dickison · Todd Hallett                        | 6:28,84  |          |
| 3.       | Lengyelország (POL) · Andrzej Marszałek · Andrzej Krzepiński         | 6:33,51  |          |
| 4.       | Egyesített Csapat (EUN) · Oleksandr Slobodeniuk · Leonyid Saposnikov | 6:37,97  |          |

### Vigaszág
A vigaszág futamaiból az első két helyezett az A/B elődöntőbe jutott, a többiek a C/D elődöntőbe kerültek.
| Helyezés | Nemzet                                                               | Idő      | Mj       |
| 1. futam | 1. futam                                                             | 1. futam | 1. futam |
| -------- | -------------------------------------------------------------------- | -------- | -------- |
| 1.       | Magyarország (HUN) · Dani Zsolt · Lévai Zsolt                        | 6:42,31  | A/B      |
| 2.       | Svájc (SUI) · René Gonin · Alexander Koch                            | 6:42,47  | A/B      |
| 3.       | Svédország (SWE) · Mattias Lindgren · Per Andersson                  | 6:42,96  | C/D      |
| 2. futam |                                                                      |          |          |
| 1.       | Spanyolország (ESP) · Miguel Álvarez · José Antonio Merín            | 6:43,28  | A/B      |
| 2.       | Egyesített Csapat (EUN) · Oleksandr Slobodeniuk · Leonyid Saposnikov | 6:45,51  | A/B      |
| 3.       | Finnország (FIN) · Esko Hillebrandt · Reima Karppinen                | 6:53,42  | C/D      |
| 4.       | Hongkong (HKG) · Lui Kam Chi · Chiang Wing Hung                      | 7:20,92  | C/D      |
| 3. futam |                                                                      |          |          |
| 1.       | Lengyelország (POL) · Andrzej Marszałek · Andrzej Krzepiński         | 6:41,27  | A/B      |
| 2.       | Egyesült Államok (USA) · Greg T. Springer · Jon Smith                | 6:43,79  | A/B      |
| 3.       | Mexikó (MEX) · Eduardo Arrillaga · Luis Miguel García                | 6:48,86  | C/D      |
| 4.       | Bulgária (BUL) · Jordan Dancsev · Ivajlo Bancsev                     | 6:52,43  | C/D      |
| 4. futam |                                                                      |          |          |
| 1.       | Kanada (CAN) · Donald Dickison · Todd Hallett                        | 6:36,52  | A/B      |
| 2.       | Észtország (EST) · Priit Tasane · Roman Lutoškin                     | 6:38,58  | A/B      |
| 3.       | Argentína (ARG) · Max Holdo · Guillermo Pfaab                        | 6:44,27  | C/D      |
| 4.       | Portugália (POR) · Daniel Jorge Alves · João Fernando Santos         | 6:46,14  | C/D      |

### Elődöntők
| Helyezés | Nemzet                                                               | Idő      | Mj       |
| C/D      | C/D                                                                  | C/D      | C/D      |
| 1. futam | 1. futam                                                             | 1. futam | 1. futam |
| -------- | -------------------------------------------------------------------- | -------- | -------- |
| 1.       | Finnország (FIN) · Esko Hillebrandt · Reima Karppinen                | 6:27,92  | QC       |
| 2.       | Bulgária (BUL) · Jordan Dancsev · Ivajlo Bancsev                     | 6:30,77  | QC       |
| 3.       | Svédország (SWE) · Mattias Lindgren · Per Andersson                  | 6:30,93  | QC       |
| 4.       | Portugália (POR) · Daniel Jorge Alves · João Fernando Santos         | 6:32,01  | QD       |
| 2. futam |                                                                      |          |          |
| 1.       | Argentína (ARG) · Max Holdo · Guillermo Pfaab                        | 6:41,39  | QC       |
| 2.       | Mexikó (MEX) · Eduardo Arrillaga · Luis Miguel García                | 6:45,65  | QC       |
| 3.       | Hongkong (HKG) · Lui Kam Chi · Chiang Wing Hung                      | 6:51,82  | QD       |
| A/B      |                                                                      |          |          |
| 1. futam |                                                                      |          |          |
| 1.       | Ausztria (AUT) · Arnold Jonke · Christoph Zerbst                     | 6:18,52  | QA       |
| 2.       | Hollandia (NED) · Henk Jan Zwolle · Nico Rienks                      | 6:19,15  | QA       |
| 3.       | Lengyelország (POL) · Andrzej Marszałek · Andrzej Krzepiński         | 6:19,98  | QA       |
| 4.       | Kanada (CAN) · Donald Dickison · Todd Hallett                        | 6:20,99  | QB       |
| 5.       | Egyesített Csapat (EUN) · Oleksandr Slobodeniuk · Leonyid Saposnikov | 6:34,24  | QB       |
| 6.       | Svájc (SUI) · René Gonin · Alexander Koch                            | 6:37,80  | QB       |
| 2. futam |                                                                      |          |          |
| 1.       | Ausztrália (AUS) · Stephen Hawkins · Peter Antonie                   | 6:20,22  | QA       |
| 2.       | Észtország (EST) · Priit Tasane · Roman Lutoškin                     | 6:21,43  | QA       |
| 3.       | Spanyolország (ESP) · Miguel Álvarez · José Antonio Merín            | 6:22,36  | QA       |
| 4.       | Németország (GER) · Jens Köppen · Christian Händle                   | 6:23,61  | QB       |
| 5.       | Egyesült Államok (USA) · Greg T. Springer · Jon Smith                | 6:26,69  | QB       |
| 6.       | Magyarország (HUN) · Dani Zsolt · Lévai Zsolt                        | 6:31,46  | QB       |

### Döntők
| Hely.   | Össz.   | Nemzet                                                               | Idő     | Mj      |
| D-döntő | D-döntő | D-döntő                                                              | D-döntő | D-döntő |
| ------- | ------- | -------------------------------------------------------------------- | ------- | ------- |
| 1.      | 18.     | Portugália (POR) · Daniel Jorge Alves · João Fernando Santos         | 6:42,00 |         |
| 2.      | 19.     | Hongkong (HKG) · Lui Kam Chi · Chiang Wing Hung                      | 7:00,90 |         |
| C-döntő |         |                                                                      |         |         |
| 1.      | 13.     | Finnország (FIN) · Esko Hillebrandt · Reima Karppinen                | 6:30,93 |         |
| 2.      | 14.     | Argentína (ARG) · Max Holdo · Guillermo Pfaab                        | 6:35,83 |         |
| 3.      | 15.     | Mexikó (MEX) · Eduardo Arrillaga · Luis Miguel García                | 6:36,00 |         |
| 4.      | 16.     | Bulgária (BUL) · Jordan Dancsev · Ivajlo Bancsev                     | 6:36,57 |         |
| 5.      | 17.     | Svédország (SWE) · Mattias Lindgren · Per Andersson                  | 6:41,37 |         |
| B-döntő |         |                                                                      |         |         |
| 1.      | 7.      | Kanada (CAN) · Donald Dickison · Todd Hallett                        | 6:22,84 |         |
| 2.      | 8.      | Németország (GER) · Jens Köppen · Christian Händle                   | 6:24,27 |         |
| 3.      | 9.      | Egyesült Államok (USA) · Greg T. Springer · Jon Smith                | 6:26,67 |         |
| 4.      | 10.     | Magyarország (HUN) · Dani Zsolt · Lévai Zsolt                        | 6:27,23 |         |
| 5.      | 11.     | Svájc (SUI) · René Gonin · Alexander Koch                            | 6:29,94 |         |
| 6.      | 12.     | Egyesített Csapat (EUN) · Oleksandr Slobodeniuk · Leonyid Saposnikov | 6:36,73 |         |
| A-döntő |         |                                                                      |         |         |
| Arany   | Arany   | Ausztrália (AUS) · Stephen Hawkins · Peter Antonie                   | 6:17,32 |         |
| Ezüst   | Ezüst   | Ausztria (AUT) · Arnold Jonke · Christoph Zerbst                     | 6:18,42 |         |
| Bronz   | Bronz   | Hollandia (NED) · Henk Jan Zwolle · Nico Rienks                      | 6:22,82 |         |
| 4.      | 4.      | Észtország (EST) · Priit Tasane · Roman Lutoškin                     | 6:23,34 |         |
| 5.      | 5.      | Lengyelország (POL) · Andrzej Marszałek · Andrzej Krzepiński         | 6:24,32 |         |
| 6.      | 6.      | Spanyolország (ESP) · Miguel Álvarez · José Antonio Merín            | 6:26,96 |         |